# Eloyella
Eloyella là một chi thực vật có hoa trong họ, Orchidaceae.